# Alles was recht ist – Sein oder Nichtsein
Alles was recht ist – Sein oder Nichtsein ist der vierte und zugleich letzte Teil der Fernsehfilm-Reihe Alles was recht ist. Die ehemalige Richterin Dr. Lena Kalbach ist inzwischen als Anwältin tätig und muss einen katholischen Priester vertreten. Ausgerechnet ihr neuer Freund, Friedrich Gross, vertritt die Gegenseite.

## Handlung
Lena Kalbach hat tatsächlich ihr Richteramt niedergelegt und ist auf das Angebot von Friedrich Gross eingegangen eine gemeinsame Rechtsanwaltskanzlei zu eröffnen. Gerade kommen sie aus ihrem Urlaub aus Italien zurück und Lena ist voller Zweifel, ob sie das richtige getan hat. Schließlich hatte sie als Richterin eine sichere Arbeitsstelle und nun noch nicht einmal einen ersten Mandanten. Das ändert sich schnell, als man den Geistlichen Lukas Schloss verhaftet und Unterschlagung vorwirft. Doch ausgerechnet Lenas Partner Friedrich vertritt die Gegenseite, denn es fehlen 30.000 Euro in der Kirchenkasse und das kann die Kirchenleitung nicht unter den Tisch fallen lassen. Da sich Lena nach einem Streit mit Friedrich entschlossen hat keine gemeinsame Kanzlei zu führen, sondern ihre eigenen Räumlichkeiten mietet, gibt es diesbezüglich auch keinen Interessenskonflikt. Es gelingt Lena auch sofort den Pfarrer aus der Untersuchungshaft zu „befreien“, da er geständig ist und keine Fluchtgefahr besteht. Auch die fristlose Kündigung seiner Wohnung kann die Anwältin abwenden, doch auf Barmherzigkeit seines Arbeitgebers kann Schloss ansonsten sicher nicht hoffen.
Nachdem der Versuch einer außergerichtlichen Einigung scheitert, kommt es zur Gerichtsverhandlung. Pfarrer Schloss gibt keinerlei Erklärung für seine Tat an, was dann aber seine Anwältin tut. Ihrer Ansicht nach wurde der Pfarrer erpresst, weil sie sich sein Verhalten nicht anders erklären kann. So in die Enge getrieben bestätigt er dies, gibt aber keinerlei weitere Erklärung dazu. Die Staatsanwältin, Dr. Nike Reichert, setzt daraufhin die Verhandlung aus bis geklärt ist, wer der Nutznießer des unterschlagenen Geldes ist. Lena recherchiert daraufhin im Internet, wodurch Schloss angreifbar geworden sein könnte und findet eine Spur, die nach Afrika führt, wo Lukas Schloss vor zehn Jahren Entwicklungsarbeit geleistet hatte. Sehr erstaunt ist sie allerdings, dass der Mann auf den Fotos, die sie im Internet gefunden hat, dem Angeklagten nur ähnlich sieht, er aber definitiv ein anderer ist. Somit ist ihr klar, dass dies der Grund für die Erpressung ist. Lena stellt den Pfarrer zur Rede und er erklärt, dass er Schloss für seine Arbeit bewundert und ihm versprochen hatte, dessen Arbeit nach seinem Tod fortzuführen. Daher will er um jeden Preis auch Lukas Schloss bleiben, auch wenn dies eine Haftstrafe und den Kirchenausschluss zur Konsequenz haben sollte. Er ist zum Hochstapler geworden, um für andere da zu sein. Lena muss ihrem Mandanten versprechen dieses Geheimnis nicht preiszugeben. Sie tut dies, hat dabei aber auch schon einen Plan im Hinterkopf. Sie geht auf Schloss’ Arbeitgeber Domvikar Grossmann zu und verhandelt mit ihm. Mit ihrem Geschick gelingt es ihr tatsächlich die Entlassung aus dem Kirchendienst abzuwenden und für Lukas Schloss die Versetzung nach Afrika zu erreichen. Hier kann er nun weiter für die Menschen arbeiten, denen es egal ist, ob er ein geweihter Priester ist oder nur jemand, der für sie da ist.

## Nebenhandlung
Lenas Tochter Nike hatte herausgefunden, dass Gerichtsdirektor Kästle seinen Doktortitel nicht fair erworben hat. Ehe es zu einem Plagiatsverfahren kommt, gibt er ein freiwilliges, schriftliches Geständnis ab. Mit Nikes Hilfe gelingt es aber auch, dass Kästle nicht versetzt wird und als einfacher Richter in Fulda bleiben kann.

## Hintergrund
Der Fernsehfilm ist eine erneute filmpool-Produktion im Auftrag der ARD Degeto. Dieser vierte und letzte Teil der Reihe wurde vom 15. Juni bis zum 15. Juli 2010 in der Barockstadt Fulda und Umgebung gedreht.
Aufgrund stetig sinkender Einschaltquoten, die unter dem Durchschnitt des Senders lagen, wurde die Serie eingestellt.

## Kritiken
Jakob Bokelmann von Quotenmeter.de kritisiert: „Der von Sonne, warmen Farben und unwichtigen Konflikten dominierte Spielfilm ist dabei durchaus gut produziert, die Schauspielleistung im Rahmen des Films ist solide und die Außenaufnahmen könnte man ohne Bearbeitung als Postkartenmotive verkaufen. Gleichzeitig ist ‚Alles was recht ist: Sein oder Nichtsein‘ inhaltlich aber so verdammt banal, nichtssagend und irrational, dass sich sogar die eigenproduzierten Sat.1-Romantikkomödien noch ein Stückchen Unbedeutendheit abschneiden könnten. ARD Degeto sei Dank, wird der halbwegs intelligente Zuschauer am Donnerstagabend nach Alternativprogramm Ausschau halten müssen.“
Tittelbach.tv urteilte: „In der ARD-Reihe wird das Rechtswesen den Gesetzen der Humanität unterzogen. Die Themen, die im kleinstädtisch-klerikalen Fulda zur Verhandlung kommen, sind auch in „Sein oder Nichtsein“ nicht ganz unrelevant. Weniger intelligent ist das Gewand, in dem das alles präsentiert wird: diese unverbindliche Serien-Aufgeräumtheit, dieses ausgestellte Jonglieren mit bildungsbürgerlichem Kulturgut, diese auf quietschfidel getunte Musikdramaturgie.“